# 英雄的生涯
《英雄的生涯》（德語：Ein Heldenleben），作品40，又譯為《英雄的一生》，是德國作曲家理查德·施特劳斯作於1898年的交響詩，並被譽為預告施特劳斯交響詩創作巔峰期之作。該曲是題獻給時年27歲的威廉·门格尔贝格和其麾下的阿姆斯特丹音乐厅乐团，並於1899年3月3日，由作曲家親自指揮法蘭克福博物館管弦樂團（Frankfurter Museumsorchester）該曲的首演。

## 分析

### 配器
該曲是為大型管弦樂隊所作。

| 木管部 短笛 3支長笛 3支雙簧管 英國管 3支單簧管，分別是降E調和降B調 低音單簧管 3支巴松管 倍低音巴松管 銅管部： 8支法國號，分別是F調和降E調 3支降B調小號（用於後臺） 2支降E調小號 3支長號 降B調上低音號（常以 上低音大號代替） 大號 | 敲擊樂器部： 定音鼓 大鼓 小鼓 鐃鈸 中鼓 銅鑼 弦樂部 2座豎琴 第一、第二小提琴部（有相當大部份的小提琴獨奏，一般由樂團首席擔綱） 中提琴部 大提琴部 低音大提琴部 |

### 結構
《英雄的生涯》全曲需時約50分鐘。除了第一段結尾，「劇情」需要的戲劇停頓外，其餘段落之間皆無停頓。各段落標題如下（在首演後修定的版本，並無分段標題，基於作曲家提出不要分段標題的要求）：
1. 英雄（Der Held）
2. 英雄的對手（Des Helden Widersacher）
3. 英雄的伴侶（Des Helden Gefährtin）
4. 英雄的戰鬥（Des Helden Walstatt）
5. 英雄的和平努力（Des Helden Friedenswerke）
6. 英雄的榮休和功德圓滿（Des Helden Weltflucht und Vollendung）

理查德·史特勞斯在《英雄的一生》相當自由地應用了華格納主導動機（leitmotif）的技巧，而結構上則是擴大版的奏嗚-迴旋曲的交響樂曲式。
- 1. 英雄：首先由法國號和大提琴合奏出英雄主題，一個如同《貝多芬的第3號交響曲》那般上進的主題，並通過降E大調琶音爬升四個八度，並由法國號在整個主題穿梭上下。跟著一個比較抒情的主題版本，由高音弦樂部和B大調的木管合奏出。接著英雄的第二主題出現，然後逐漸音階下降到第四主題。接著響亮的小號預告英雄將會冒險，樂團奏至一個七和弦後，驟然停頓，全曲唯一由作曲家規劃的戲劇性停頓。
- 2. 英雄的對手：對手出場是由木管和低音銅管奏出嘎吱嘎吱的半音音階，長笛帶頭奏出。接著是不同音域和音質的多個主題，借以傳達瑣碎但難以逃避的感覺。一般認為英雄的對手就是影射批評史特勞斯的樂評人，尤其是19世紀維也納樂評人爱德华·汉斯力克，接著英雄的主題再現，以示英雄才能令對手收聲。
- 3. 英雄的伴侶：由小提琴獨奏出的溫柔旋律，應該是暗示英雄的妻子。史特勞斯還詳細安排了伴奏的華彩樂段，甚至以歌劇宣敘調的格局編寫。小提琴獨奏展現新的動機，偶爾低音弦樂部、木管、銅管突然插入，直至第三動機，寬闊而諭示英雄的。在這一段裡，小提琴基本上是預告後面的主題。而華彩結束後，新的富有流暢調性的戲劇材料，以降G大調開始：英雄找到心中浪漫的聲音，營造了樂而忘憂的氣氛。英雄對手的部份動機突然在寧靜中的出現。後台，小號突然響起響亮的動機，台上的小號繼而重複，警示戰鬥已經打響，英雄的支持者叫醒了英雄。

以上三部組成全曲的引子部分，充分展示了代表不同角色的動機，節奏音色各不同。接下來的樂章：發展，再現部和結尾，基本上都是基於上面出現過的動機，偶有新的戲劇材料。
- 4. 英雄的戰鬥：發展部的第一樂章，敲擊樂器模擬軍隊前進，小號獨奏成為戰爭號角，一段三拍子怪異的「英雄對手動機」的變奏。各個動機和主題不斷交互出現，現實衝突持續。突然小提琴部奏出甜美的旋律，提醒英雄，其伴侶正獨守閨房待夫歸。接著小號發出一連串高難度的喧鬧，顯示戰鬥的轉捩點，音樂達到降G大調和降e小調的高潮位。敲擊樂器在整章不斷響起，描繪逼真的軍事戰鬥場景。結尾，英雄的主題蓋過了對手的主題，並以4/4拍子的，更莊嚴的顫音伴奏的全曲開首英雄主題改編版顯示英雄的勝利。接著新的流暢動機，由小號奏出，繼而即須擴大，成為下一段的引子。
- 5. 英雄的和平努力：英雄的勝利通過奏出史特勞斯早前作品的主題來表達，當中包括：《蒂尔恶作剧》、《馬克白》、《唐璜》（首先出現）、《查拉圖斯特拉如是說》、《唐吉訶德》，還有其他交響詩和藝術歌曲的主題。平和上進的旋律轉化成樂章的最後一段，緩和英雄內心的不安情緒。
- 6. 英雄的榮休和功德圓滿：另一個新主題浮現，由急劇下行的降E大調琶音，繼而發展成新的主題：突顯豎琴、巴松管、英國號和弦樂部的挽歌。英雄此前的作品再次浮現。拋開塵世的觀念和慾望，英雄遇見到更宏大規模的冒險——拋開自己的恐懼。「漢士力動機」再次激動地（agitato）浮現，英雄在此憶述過往的戰鬥，而再次獲得伴侶的安慰。接著便由英國管奏出田園風格的間奏曲。下行的琶音再次出現，慢而流暢（cantabile），引起平和的降E大調新主題——正是此前小提琴華彩段預告的主題。最後莊嚴地重覆了開首的英雄主題，並以銅管諭示英雄的隱退，並以《查拉圖斯特拉如是說》的開頭作結。

## 樂評
很多樂評人將《英雄的一生》視為理查德·史特勞斯無恥的自我宣傳。他們指史特勞斯相當自戀，在《英雄的一生》將自己描寫成英雄，把妻子當成英雄的忠實伴侶，並以粗糙破碎的音樂描寫樂評人。史特勞斯後來也說過，覺得自己如尼祿和拿破崙一般，是一個有趣的研究對象。
亦不是所有人都認為《英雄的一生》是施氏的自傳性作品，他也承認自己是開玩笑地創作這部「自傳」。正如史特勞斯對友人羅曼·羅蘭解釋道：「我不是英雄。我沒有足夠的力量；我並不是生來戰鬥；我會選擇退場，保持沉默，享受和平。」因此很多樂評人關注於該曲的表面價值，如此同時，其他樂評人依然認為該曲是自大的自傳。
美國音樂家彼德·施格勒（Peter Schickele）在推出其《巴哈印象》（Bach Portrait）時指出自己之所以為巴哈這樣做，就如「科普蘭為林肯所做，柴可夫斯基為小俄羅斯人所做，理查德·史特勞斯為自己所做的。」

## 著名錄音
很多指揮和樂團曾錄製此曲，當中著名錄音包括：
- 威廉·门德尔伯格指揮紐約愛樂管弦樂團（1928年，Pearl Records）
- 理查德·施特劳斯指揮巴伐利亞國立管弦樂團（1941年，德意志留声机公司；Dutton Labs）
- 威廉·门德尔伯格指揮阿姆斯特丹音乐厅乐团（1942年，Teldec；Naxos Historical）
- 汤玛斯·比彻姆爵士指揮皇家愛樂管弦樂團（1947年，Testament; Biddulph）
- 弗里兹·莱纳指揮芝加哥交響樂團（1954年， RCA Living Stereo）
- 卡爾·貝姆指揮德累斯顿国立乐团（1957年，德意志留声机公司）
- 赫伯特·冯·卡拉扬指揮柏林愛樂管弦樂團（1959年，德意志留声机公司）
- 汤玛斯·比彻姆爵士指揮皇家愛樂管弦樂團（1959年，EMI [多聲道立體聲]）
- 尤金·奥曼迪指揮費城管弦樂團（1960年，Sony Classical）
- 约翰·巴比罗利爵士指揮倫敦交響樂團（1969年，EMI）
- 伯纳德·海廷克指揮阿姆斯特丹音乐厅乐团（1970年，Philips）
- 约翰·巴比罗利爵士指揮倫敦交響樂團（1970年，BBC Classics [IN CONCERT]）
- 鲁道夫·肯普指揮德累斯顿国立乐团（1972年，EMI）
- 赫伯特·冯·卡拉扬指揮柏林愛樂管弦樂團（1974年，EMI）
- 安德列·普列文指揮維也納愛樂管弦樂團（1988年，Telarc）
- 克里斯托夫·冯·多赫南伊指揮克利夫蘭管弦樂團（1992年，London/Decca）
- 基賽普·辛諾波里指揮德累斯顿国立乐团（1992年，德意志留声机公司）
- 赫伯特·布隆斯泰特指揮三藩市交響樂團（1994年，London/DECCA）
- 谢苗·毕契科夫指揮科隆西德廣播交響樂團（2001年，Avie）
- 丹尼尔·巴伦博伊姆指揮芝加哥交響樂團（2003年，Erato/華納古典）
- 克里斯蒂安·蒂勒曼指揮維也納愛樂管弦樂團（2003年，德意志留声机公司）
- 马里斯·扬颂斯指揮荷蘭王家音乐厅乐团（2004年，RCO Live）
- 西蒙·拉特尔爵士指揮柏林愛樂管弦樂團（2005年，EMI）
- 法比奥·路易西指揮德累斯顿国立乐团（2007年，Sony）

## 改編版本
巴托克·贝拉曾在1902年改編該曲成為鋼琴獨奏曲，並於1903年1月23日在維也納藝術家協會大樓（Wiener Tonkünstlerverein）表演，獲觀眾好評。

## 外部連結
- 《英雄的生涯》：国际乐谱典藏计划上的乐谱